# كيثيرا
كيثيرا (باليونانية: Κύθηρα)‏ هي إحدى جزر اليونان ألتي تقع في البحر الأيوني، تاريخياً كانت تعد الجزيرة ضمن الجزر الأيونية في غرب اليونان. الجزيرة تقع بين بر اليونان الرئيسي وبين جزيرة كريت، وكانت تعد منذ القدم معبر للتجار والملاحين، تبلغ مساحة الجزيرة 300 كلم مربع، ويبلغ عدد سكانها 4,041 نسمة.

## المناخ
يظهر الجدول التالي التغييرات المناخية على مدار السنة لكيثيرا:
| البيانات المناخية لـكيثيرا         | البيانات المناخية لـكيثيرا | البيانات المناخية لـكيثيرا | البيانات المناخية لـكيثيرا | البيانات المناخية لـكيثيرا | البيانات المناخية لـكيثيرا | البيانات المناخية لـكيثيرا | البيانات المناخية لـكيثيرا | البيانات المناخية لـكيثيرا | البيانات المناخية لـكيثيرا | البيانات المناخية لـكيثيرا | البيانات المناخية لـكيثيرا | البيانات المناخية لـكيثيرا | البيانات المناخية لـكيثيرا |
| الشهر                              | يناير                      | فبراير                     | مارس                       | أبريل                      | مايو                       | يونيو                      | يوليو                      | أغسطس                      | سبتمبر                     | أكتوبر                     | نوفمبر                     | ديسمبر                     | المعدل السنوي              |
| ---------------------------------- | -------------------------- | -------------------------- | -------------------------- | -------------------------- | -------------------------- | -------------------------- | -------------------------- | -------------------------- | -------------------------- | -------------------------- | -------------------------- | -------------------------- | -------------------------- |
| الدرجة القصوى °م (°ف)              | 21.5 (70.7)                | 22.8 (73.0)                | 24.0 (75.2)                | 27.0 (80.6)                | 33.2 (91.8)                | 40.0 (104.0)               | 40.2 (104.4)               | 37.8 (100.0)               | 33.6 (92.5)                | 30.0 (86.0)                | 26.2 (79.2)                | 22.6 (72.7)                | 40.2 (104.4)               |
| متوسط درجة الحرارة الكبرى °م (°ف)  | 12.7 (54.9)                | 12.9 (55.2)                | 14.2 (57.6)                | 17.1 (62.8)                | 21.6 (70.9)                | 26.0 (78.8)                | 28.7 (83.7)                | 28.5 (83.3)                | 25.6 (78.1)                | 21.2 (70.2)                | 17.8 (64.0)                | 14.6 (58.3)                | 20.1 (68.2)                |
| المتوسط اليومي °م (°ف)             | 10.8 (51.4)                | 10.8 (51.4)                | 12.0 (53.6)                | 14.7 (58.5)                | 18.8 (65.8)                | 23.0 (73.4)                | 25.6 (78.1)                | 25.4 (77.7)                | 22.9 (73.2)                | 18.9 (66.0)                | 15.8 (60.4)                | 12.7 (54.9)                | 17.6 (63.7)                |
| متوسط درجة الحرارة الصغرى °م (°ف)  | 8.9 (48.0)                 | 8.9 (48.0)                 | 10.0 (50.0)                | 12.4 (54.3)                | 16.1 (61.0)                | 19.9 (67.8)                | 22.4 (72.3)                | 22.5 (72.5)                | 20.3 (68.5)                | 16.8 (62.2)                | 13.9 (57.0)                | 10.8 (51.4)                | 15.2 (59.4)                |
| أدنى درجة حرارة °م (°ف)            | −1.8 (28.8)                | −0.8 (30.6)                | −4.3 (24.3)                | 6.2 (43.2)                 | 9.4 (48.9)                 | 11.8 (53.2)                | 14.8 (58.6)                | 17.2 (63.0)                | 11.8 (53.2)                | 8.8 (47.8)                 | 2.0 (35.6)                 | 1.0 (33.8)                 | −4.3 (24.3)                |
| الهطول مم (إنش)                    | 103.3 (4.07)               | 67.7 (2.67)                | 59.5 (2.34)                | 28.1 (1.11)                | 10.5 (0.41)                | 1.9 (0.07)                 | 2.4 (0.09)                 | 2.3 (0.09)                 | 11.2 (0.44)                | 54.2 (2.13)                | 85.6 (3.37)                | 115.2 (4.54)               | 541.9 (21.33)              |
| متوسط أيام هطول الأمطار (≥ 1.0 mm) | 10.2                       | 8.5                        | 6.4                        | 4.0                        | 1.7                        | 0.3                        | 0.3                        | 0.3                        | 1.1                        | 5.1                        | 7.7                        | 11.0                       | 56.6                       |
| متوسط الرطوبة النسبية (%)          | 72.3                       | 72.4                       | 71.5                       | 67.9                       | 63.1                       | 57.1                       | 54.4                       | 56.7                       | 62.1                       | 68.3                       | 72.5                       | 72.8                       | 65.9                       |
| المصدر: NOAA                       |                            |                            |                            |                            |                            |                            |                            |                            |                            |                            |                            |                            |                            |

## أعلام
- جون بناريتوس